# Field Station Berlin

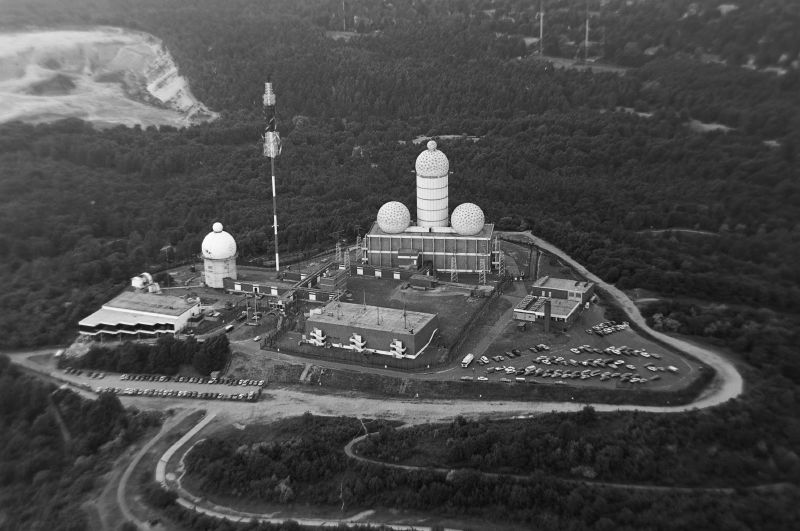
Field Station Berlin 1979

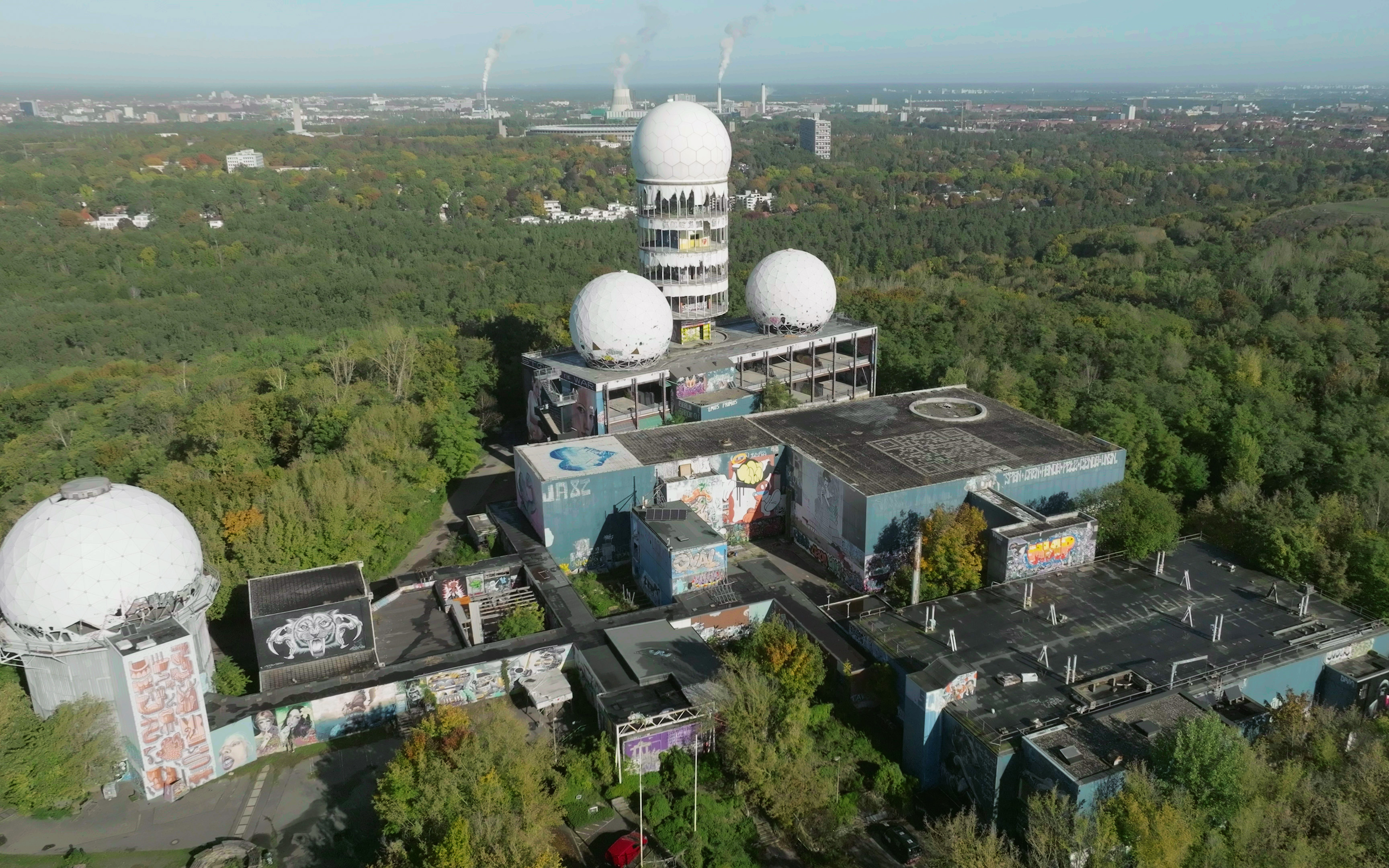
Field Station Berlin 2022.

Field Station Berlin war eine Abhörstation auf dem Teufelsberg im Berliner Ortsteil Grunewald des Bezirks Charlottenburg-Wilmersdorf, die hauptsächlich von der National Security Agency (NSA) betrieben wurde und als Teil des weltweiten Spionagenetzes Echelon diente. Sie war eine der wichtigsten Abhörstationen im Kalten Krieg. Ihre Lage auf der höchsten Erhebung West-Berlins erlaubte einen ungehinderten Empfang von Signalen aus allen Richtungen und auf allen Frequenzbändern die sonst auf weite Strecken nur schwer zu empfangen waren.

## Geschichte

### Frühe Präsenz von US-Nachrichteneinheiten in Berlin
Die Präsenz der United States Army Security Agency (USASA) in Berlin begann im Januar 1951, als Detachment F von der Herzo Base nach Berlin in temporären Auftrag umzog. Die Unterkunft war zunächst nur in Zelten. Im April 1952 folgte Detachment E, die jetzt dauerhaft stationiert wurde und in ein festes Gebäude umzog. 1953 wurde Detachment E in Detachment F umbenannt und am 1. Juli kam Detachment C dazu. Im März 1954 wurde Detachment B, Headquarters ASA, Europe in Berlin gegründet und Detachmentents F und C wurden ihr im September unterstellt. Zu ihnen kam Detachment A, 302nd Communications Reconnaissance Battalion (CRB). Zwei kleine ASA-Teams (Team 6 und Team 620J1) kamen 1955 hinzu, und Detachment B, Headquarters ASA, Europe, wurde als provisorische Kompanie neu aufgestellt. Unabhängig davon wurde die 9539. TCU am 1. November 1955 von Fort Myer, Virginia, nach Berlin verlegt. Im Januar 1957 wurde die 9539th in 260th ASA Detachment umbenannt. Am 15. Oktober 1957 wurden alle diese ASA-Einheiten zur 280th USASA Company zusammengefasst und in den Andrews Barracks stationiert. Die 280. wurde am 15. Juni 1961 als 78. USASA Special Operations Unit (SOU) neu benannt. Die 78. installierte zunächst im Juli 1961 mobile Anlagen auf dem Teufelsberg.

### Britische Präsenz
Nachdem das Gelände der Wehrtechnischen Fakultät bereits in den 1950er Jahren von den Briten zur Luftraumüberwachung genutzt wurde, kam es nach dem Bau der Berliner Mauer 1961 zu einer Übereinkunft zwischen Briten und Amerikanern zur gemeinsamen Nutzung des Areals. Ab 1951 gab es unter dem Namen No. 3 Detachment der 365 (UK) Signal Unit eine kleine Gruppe von Übersetzern und später eine Abteilung 5 (UK) Signals Unit, die der RAF zugeordnet waren. 1966 entstand daraus die 26 (UK) Signals Unit. Ihre Aufgabe war die Überwachung des Flugverkehrs des Warschauer Paktes.
Es gab auf dem Flugplatz Gatow aber auch bereits seit 1953 eine eigene Aufklärungsabteilung des Heeres unter dem Namen Royal Signal Detachment Gatow, das am 1. September 1959 in 13 (UK) Signals Regiment (Radio) umbenannt wurde. Zum Verband gehörten zwei Horchfunker, die mit Empfängern vom Typ Eddystone 77 ausgerüstet waren, die es ermöglichten den Fernmeldeverkehr mit Moskau auf höchster Ebene zu erfassen. Ein Entschlüsselungsgerät (D90) ermöglichte ihnen das Abhören und Lesen von verschlüsseltem Sprechfunk und Fernschreibverkehr. 1967 wurde die Abteilung auf den Teufelsberg verlegt und 1970 in 3 Squadron, 13 (UK) Signal Regiment (Radio) umbenannt.
Nach dem Bau der Mauer wurde die elektronische Aufklärung wichtiger, da der Kontakt mit westlichen Agenten in Ostdeutschland nun erschwert war. Nachdem die Amerikaner im Juli 1961 erstmals eine mobile Einheit auf dem Teufelsberg installiert hatten, wurde eine kleine Einheit britischer Übersetzer versuchsweise dort in einer Holzhütte stationiert. 1963 wurde daraus eine dauerhafte Einrichtung mit Übersetzern für Polnisch, die in den späten 1960er Jahren durch weiteres Personal der RAF ausgebaut wurde. Daneben war auch Personal des Royal Corps of Signals und des Government Communications Headquarters in Cheltenham stationiert.
Nach dem Bau eines festen Gebäudes (Gebäude M) nahmen die ersten Truppenteile im Juni 1971 ihre Arbeit auf. Die vollständige Einrichtung dauerte noch bis September 1972 und im November 1972 konnte die RAF das Gebäude vollständig übernehmen.

### Bau und Betrieb der Abhörstation
Die Fieldstation Berlin wurde aufgrund des UK-USA Security Agreements von 1947 auch vom britischen Secret Intelligence Service (SIS) benutzt. Das Abkommen regelte die Errichtung und Mitnutzung von Peil-, Erfassungs- und Auswertungsstationen auf der ganzen Welt sowie den Informationsaustausch und die Zusammenarbeit der beiden Partien. Dementsprechend wurde die Anlage auch von britischen Aufklärungsabteilungen benutzt. Bereits in den 1950er Jahren hatten britische Einheiten den neu entstehenden Trümmerberg für militärische Zwecke benutzt und installierten eine mobile Anlage mit zwei großen Antennen. Sie fanden heraus, dass dies der ideale Ort zur Überwachung des Flugverkehrs im Berliner Luftraum sei. 1961 fanden Gespräche zwischen Vertretern der US-amerikanischen und britischen Streitkräfte über die gemeinsame Nutzung des Hügels statt. Daraufhin wurde im Juli 1961 die 78. USASA Special Operations Unit hier stationiert. Im Gegenzug konnten britische Einheiten die Einrichtung mitbenutzen. Da auch die verschiedenen Waffengattungen (Heer und Air Force) über eigene Aufklärungsabteilungen verfügen, wurden die Anlagen gleichzeitig von verschiedenen Einheiten benutzt.
Die National Security Agency (NSA) baute eine ihrer größten Abhörstationen auf dem Hügel, die Teil des globalen ECHELON-Spionagenetzes war. „The Hill“, wie er umgangssprachlich von den vielen amerikanischen Soldaten genannt wurde, die dort rund um die Uhr arbeiteten und von ihrem Quartier im amerikanischen Sektor dorthin pendelten, lag im britischen Sektor. Die Operationen von Teufelsberg aus brachten eine deutliche Verbesserung der Abhörfähigkeit.
Auf dem Teufelsberg wurde im Oktober 1963 mit dem Bau einer festen Anlage begonnen. Gleichzeitig erfolgte auch ein Wechsel der Zuständigkeit: Gehörten die hier stationierten Einheiten ursprünglich zum in Europa stationierten Militär (US Army Security Agency), unterstanden sie nun dem Hauptquartier der US-Armee in den Vereinigten Staaten. Alle ASA-Anlagen von Standort 1 und Standort 2 wurden am Teufelsberg zusammengefasst. Mit Befehl vom 1. Juni 1966 wurden alle mobilen Einheiten auf den Teufelsberg verlegt und in 78. (US) SOU in 54. (US) Special Operations Unit (SOU) umbenannt. Am 15. Januar 1967 erhielt die Einrichtung den Namen ASA Field Station Berlin. Die United States Army Security Agency (USASA) ging 1977 in die Zuständigkeit der Intelligence and Security Command (INSCOM) über, und USASA FSB wurde in United States Army Field Station Berlin umbenannt.
1972 verlegte die 26 (UK) Signals Unit der RAF einen Teil ihres Betriebs vom Flugplatz Gatow zum Teufelsberg. Im Sommer 1975 wurde der Betrieb von Standort 4 als Subsystem „Papa“ auf Standort 3 (Teufelsberg) verlagert.
In den 1980er Jahren lag der Personalbestand zwischen 1300 und 1500, wobei ca. 1000 US-Amerikaner waren und der Rest Briten.
Die Station wurde bis zum Fall von Ostdeutschland und der Berliner Mauer weiter betrieben. Trotz zweier Spionagefälle in den eigenen Reihen (Hüseyin Yildirim und Jeffrey Carney) war die Station erfolgreich, sie erhielt vier Mal die nach dem ehemaligen britischen Geheimdienstchef Sir Edward Travis benannte „Travis Trophy“ der NSA, die jährlich an die erfolgreichste Abhöreinheit vergeben wird.
Am 2. Dezember 1991 wurde die Field Station Berlin geschlossen und die Ausrüstung entfernt.  Bei der Abschiedszeremonie fiel der Satz, die „Field Station Berlin“ habe ihren Auftrag so gut erfüllt, dass sie jetzt nicht mehr benötigt werde. Die Gebäude blieben stehen bzw. wurden sogar erneuert und neue Radaranlagen installiert, denn sie konnten bis 1999 zur zivilen Luftüberwachung des Flugverkehrs genutzt werden.

#### Bauphasen
Die Anlage entstand in mehreren Etappen, deren Rekonstruktion anhand der Bausubstanz und vorgefundenen Beschreibungen, Fotos, Lageplänen Quittungen unternommen werden konnte.

##### 1961–1969
Ab Juli 1961 entstand die erste mobile Einrichtung durch die US-Army, die hier Lastwagen, Container, Radaranlagen und Antennen aufstellte, und die sich bis 1962 zu einer großen, U-förmigen, miteinander verbundenem Anlage mit Baracken und Antennen entwickelte. 1963 kam ein Betonturm mit aufblasbarer Kuppel für eine rotierende Radaranlage und sechs damit verbundenen Baracken hinzu. In den Folgejahren kamen weitere Baracken hinzu und es entstand ein dreigeschossiger Backsteinbau sowie eine weitere Radarkuppel (Radom) am Westende, Arctic Tower genannt. Die ursprüngliche mobile Anlage mit den verbundenen Lastwagen wurde abgebaut.

##### 1969–1978

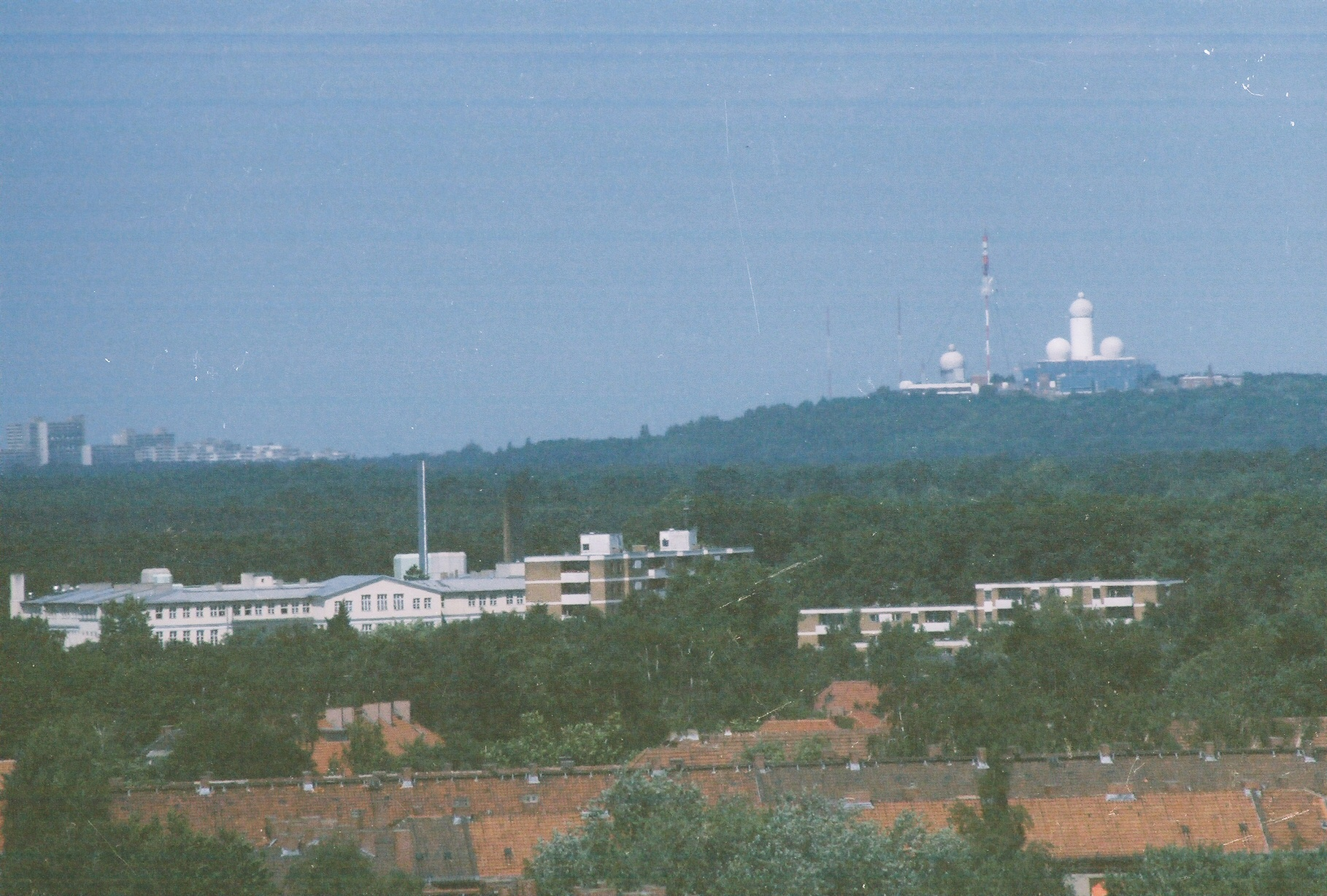
Field Station Berlin 1987

Ein umfangreiches Erweiterungsprogramm, das "Project Filman", brachte ab 1969 ein zweigeschossiges Betriebsgebäude für die Briten und ein dreigeschossiges Hauptgebäude mit Turm und drei Radarkuppeln für die Amerikaner, das die Silhouette der Anlage weithin sichtbar prägte. Weiterhin entstand eine Verbrennungsanlage für Akten, ein Heizkraftwerk, eine Transformatorenstation mit Notstromaggregaten sowie eine neue Messe mit Einkaufsladen.
Nach Abschluss des Projects Filman entstand im Eingangsbereich ein neues Wachgebäude und gedeckte Verbindungsgänge zwischen den Hauptbetriebsgebäuden und dem Radarturm. Der 120 m hohe rot-weiße Antennenmast entstand ebenfalls erst nach Abschluss des Projektes. Anstelle des alten Messegebäudes wurde ein experimentelles Abhörgerät Jambalaya auf einem Turm errichtet. Die aufblasbare Kuppel auf dem zentralen Turm und die restlichen Baracken wurden abgerissen.

##### 1978–1992

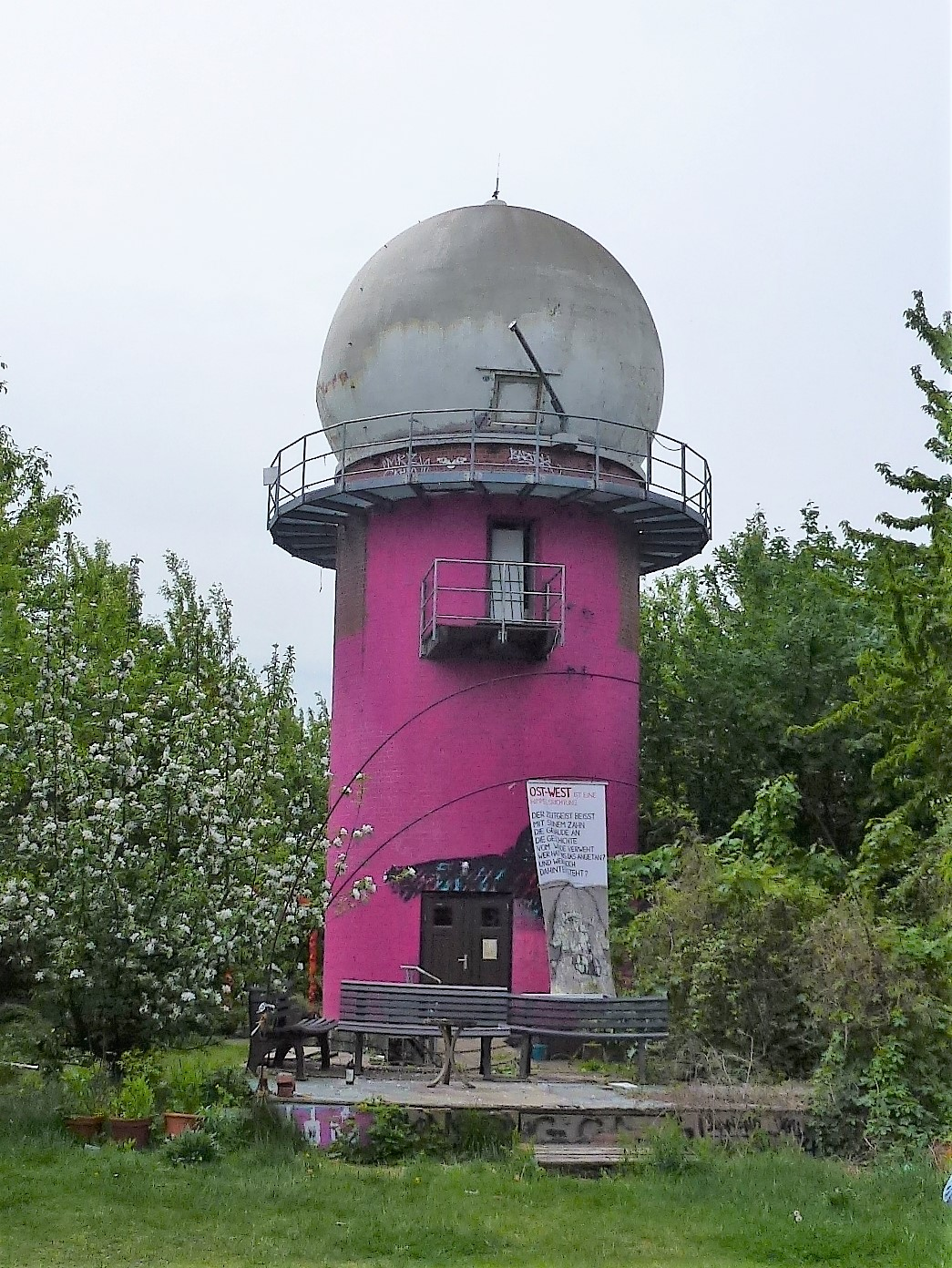
Jambalaya-Tower 2015

Zum Bau des neuen Betriebsgebäudes Teufelsberg II musste zunächst die Verbrennungsanlage für Dokumente abgetragen und an anderer Stelle wiedererrichtet werden. Die Messe wurde mit einem gestaffelten und mit Fenstern versehenen Vorbau erweitert. Die Messe blieb das einzige Gebäude mit Fenstern in der gesamten Anlage, die auf Fenster verzichtete um Einblick und Abhörmöglichkeiten zu verhindern. Schließlich entstand in den Jahren 1982 bis 1983 das neue Betriebsgebäude Teufelsberg II für die Amerikaner, das auch einen Verbindungsgang zum britischen Betriebsgebäude erhielt. Das Wachlokal wurde um Schlaf- und Lagerräume erweitert und erhielt eine Telefon- und Brandmeldezentrale. Als eine der letzten Baumaßnahmen wurde im November 1987 der Jambalaya-Turm abgerissen und auf den Fundamenten ein neuer Turm errichtet.

#### Aufgaben
Zu den Aufgaben der Einrichtung gehörte die Überwachung und Aufklärung des Funk- und Fernmeldeverkehrs und die Abstrahlung von Feuerleit- und Waffensystemen der Warschauer-Pakt-Staaten und die Überwachung des Funk-, Richtfunk- und Fernmeldeverkehrs der DDR. Es war möglich aktive Funkmessungen in einem Umkreis von ca. 250 km vorzunehmen und auszuwerten. In Verbindung mit der Radaranlage Marienfelde und anderen Einrichtungen ergab sich so eine Reichweite von 500 km.
Neben der Überwachung, Protokollierung und manchmal auch Störung des Telefon- und Funkverkehrs des Warschauer Pakts gehörte wahrscheinlich auch die elektronische Aufklärung innerhalb West-Berlins zu den Aufgaben. Dies ist aber nicht belegbar, da die Geheimhaltungsfrist der Dokumente erst 2022 abläuft.

„Der Teufelsberg hat von vornherein auch die fernmeldeelektronische Aufklärung innerhalb West-Berlins gemacht. Hat auch die Aufklärung betrieben, was an Richtfunkverbindungen aus der BRD nach Berlin ging, die politische Kommunikation zwischen einem Regierenden Bürgermeister von Berlin und der Bundesregierung überwachen können. Es soll gegangen sein bis zum Abhören von Wanzen, die amerikanische Nachrichtendienste in West-Berlin platziert haben – auch dafür gab es am Teufelsberg entsprechende Einrichtungen.“

#### Beobachtung durch die Stasi
Wegen der überragenden Bedeutung der Fieldstation Berlin war die Einrichtung Ziel der Stasi und anderer Geheimdienste. Ein Dokument der Hauptverwaltung A, Abteilung IX vom Juni 1985, das sich im Archiv der Stasi-Unterlagenbehörde befindet, beschreibt die Aufgaben, die Struktur, die Einrichtungen und ihre Funktion, die Personalstruktur, Entwicklungsperspektiven der FSB und enthält eine detaillierte Beschreibung und Einschätzung deren Tätigkeit. Es zeigt, dass die Stasi umfassend über die Fähigkeiten der "Signal Intelligence" der USA und der Briten in West-Berlin informiert war.
Ziel war auch die Anwerbung von Spionen. Der türkische Automechaniker Hüseyin Yıldırım bot 1979 seine Dienste der Stasi an. Er arbeitete im Auto Craft Shop, der Selbsthilfewerkstatt für US-Militärangehörige in den Andrews Barracks in Berlin-Lichterfelde, wo er Kontakte zu Soldaten aus allen Einrichtungen der Berlin Brigade hatte. In den Andrew Barracks waren die meisten der auf dem Teufelsberg Beschäftigten untergebracht. So konnte er einen Kontakt zu James W. Hall herstellen, der als Analytiker des Nachrichtendienstes in der FSB arbeitete. Zwischen 1983 und 1988 verriet er Hunderte von Militärgeheimnissen, darunter das Projekt Trojan, ein weltweites elektronisches Netzwerk mit der Fähigkeit, gepanzerte Fahrzeuge, Raketen und Flugzeuge durch Aufzeichnung ihrer Signalemissionen in Kriegszeiten zu lokalisieren sowie die vollständige National SIGINT Requirements List (NSRL), ein 4258 Seiten umfassendes Dokument, in dem die NSA festlegte, in welchen Ländern was abgehört werden soll. Nach seiner Festnahme im Jahr 1988 stellte sich heraus, dass er ursprünglich vom KGB angeworben wurde.
Neben den Amerikanern waren auch die Briten Ziel der Stasi. Nach dem Erwerb eines Telefonverzeichnisses erhielt ein Bericht von 1978 Informationen über den Standort, Telefonnummern, familiäre Umstände und Spezialkenntnisse von 24 Angehörigen der 26 (UK) Signal Unit. Ein weiterer Bericht von 1984 über die 26 (UK) Signal Unit gibt eine Zusammenfassung über die Einheit einschließlich den Übersetzern und deren Verbindungen zu britischen Government Communications Headquarters.

#### Kurioses

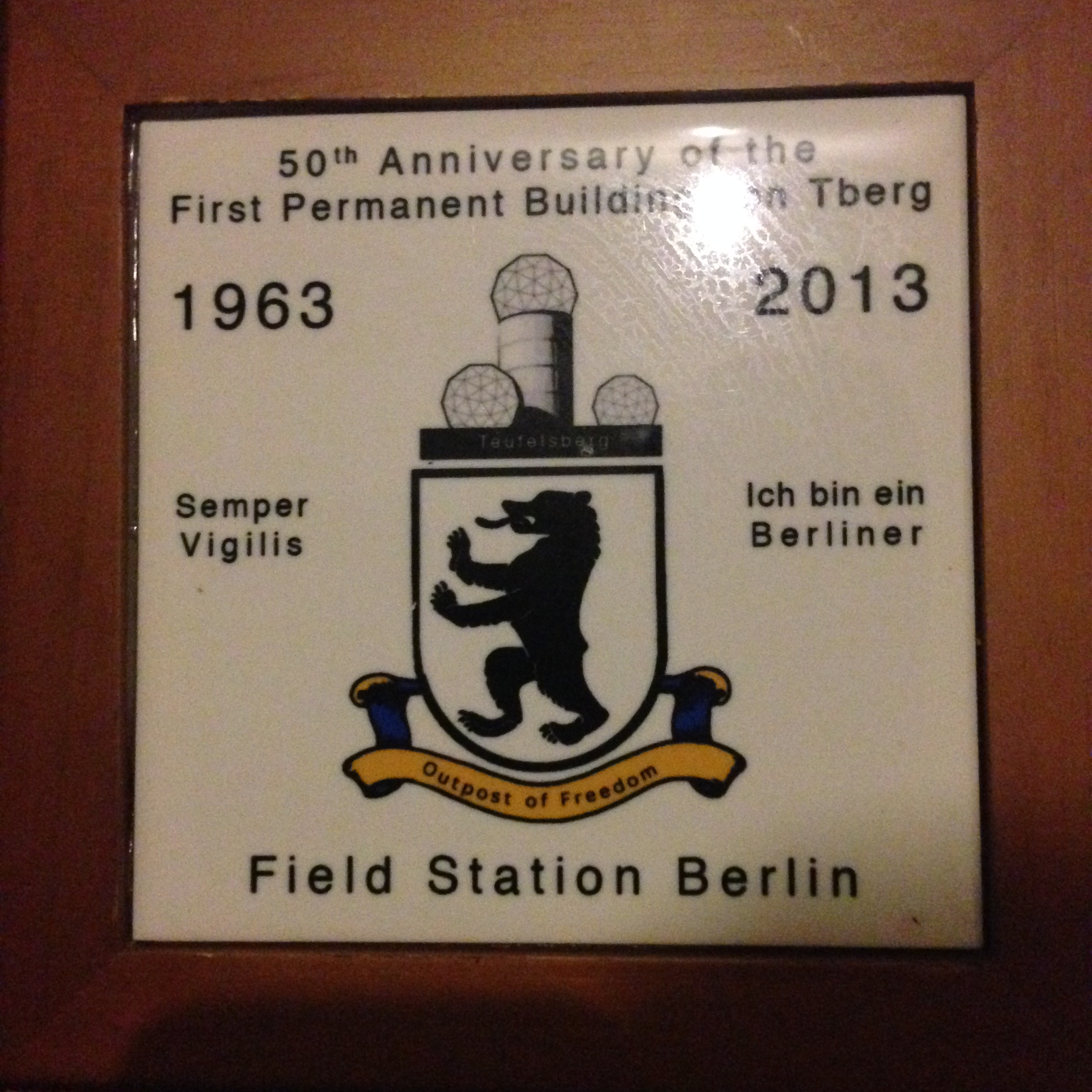
50. Jahrestag des ersten dauerhaften Gebäudes auf dem Teufelsberg

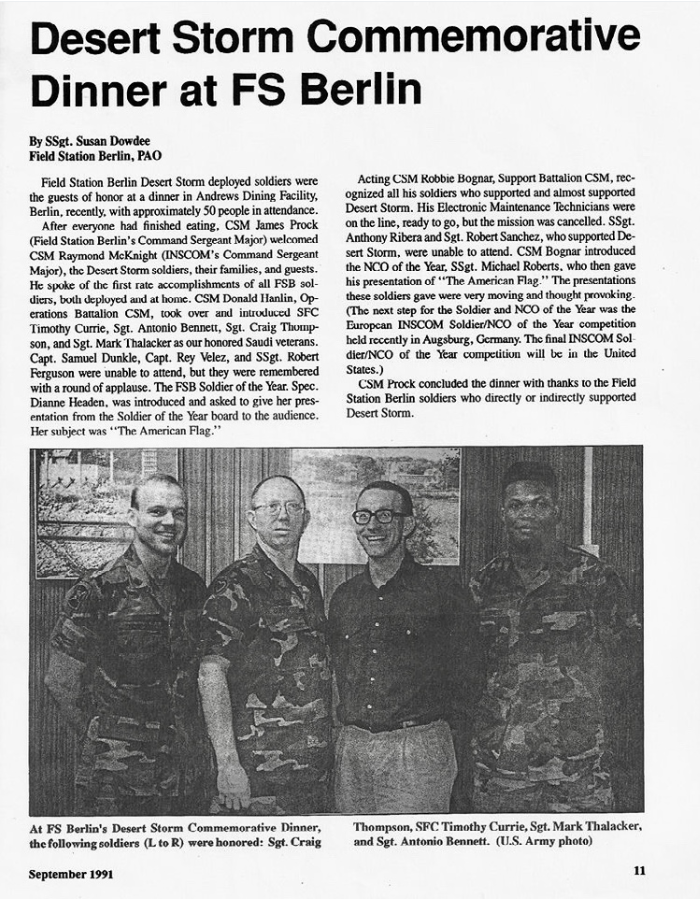
Festessen auf dem Teufelsberg zu Ehren der Soldaten der Field Station Berlin FSB, die von der Operation Desert Shield zurückkehren. September 1991

Der benachbarte Skihang erhielt 1964 einen Tellerlift, Flutlicht und Schneekanonen, die aber bereits 1972 wieder abgebaut werden mussten, weil die Amerikaner in der nahen Abhörstation sich gestört fühlten. Sie machten Gebrauch vom Alliierten Vorbehaltsrecht.
Während der NSA-Operationen geschahen einige andere seltsame Dinge: Es wurde festgestellt, dass zu bestimmten Jahreszeiten der Empfang von Radiosignalen besser war als im Rest des Jahres. Der „Täter“ wurde nach einiger Zeit gefunden: Es war das Riesenrad des alljährlich stattfindenden deutsch-amerikanischen Volksfestes auf dem Hüttenweg in Berlin-Dahlem. Von da an blieb das Riesenrad nach dem Ende des Volksfestes noch einige Zeit stehen. Es gab auch (widerlegte) Gerüchte über einen Schacht, der nach unten zu den Rohbauresten der Wehrtechnischen Fakultät führen sollte, diese beruhten wahrscheinlich darauf, dass diejenigen, die in einer der ersten geschlossenen Antennenstrukturen Geräte warteten, über eine Luftschleuse und einen in die zentrale Säule der Struktur eingelassenen "Tunnel" Zugang zu den oberen Ebenen der Kuppel hatten. Spekulationen darüber, was sich in dem streng abgesperrten Bereich befunden haben könnte, gaben häufig Anlass zu ziemlich ausgeklügelten, aber falschen Gerüchten, z. B. die Nazis hätten eine unterirdische U-Boot-Testanlage betrieben.

### Nach Abzug der Amerikaner

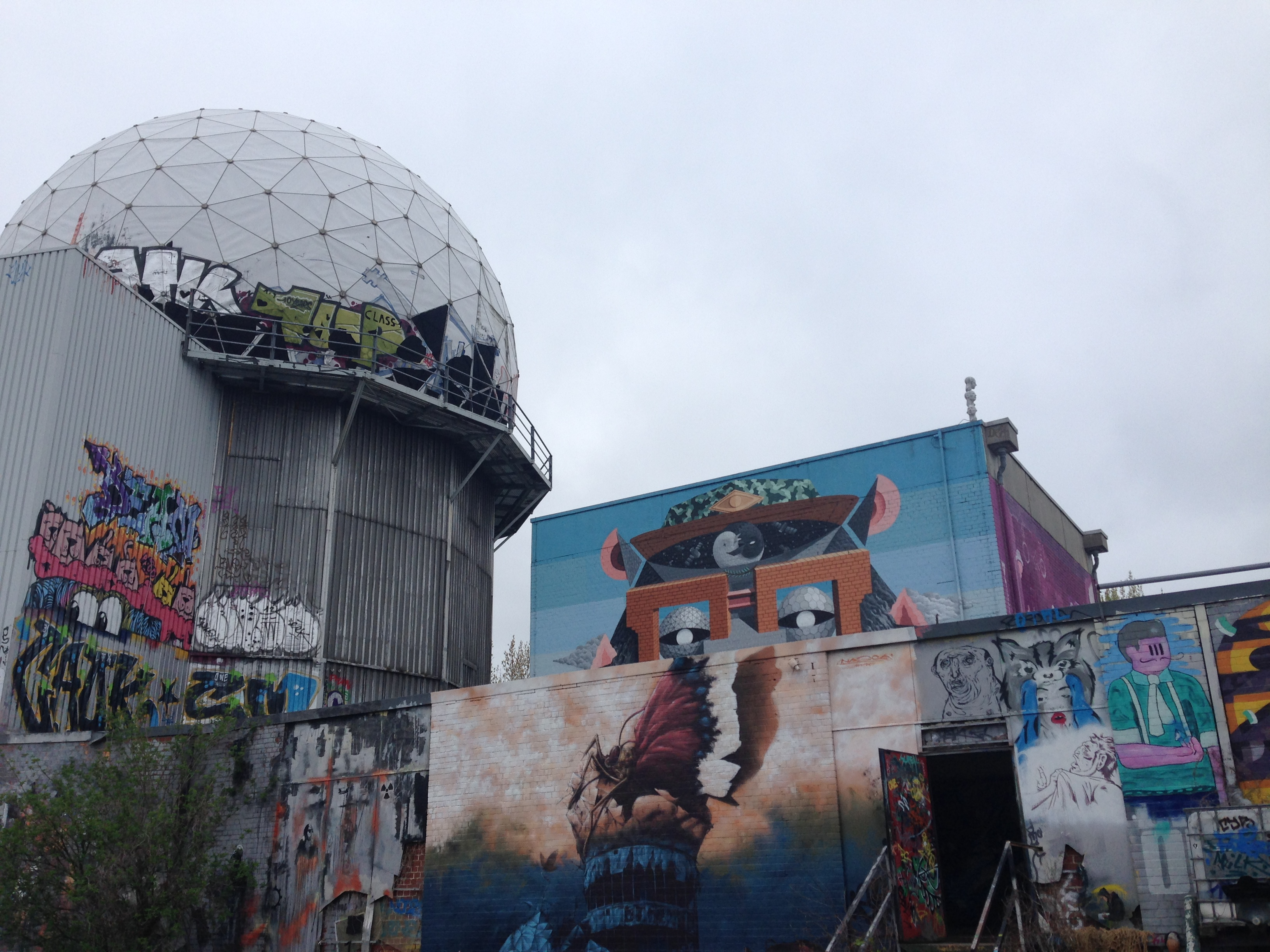
Die verlassenen Gebäude an der Teufelsberger Abhörstation sind zu einem Magnet für Straßenkünstler geworden.

In den 1990er Jahren, als Berlin nach der Wiedervereinigung einen wirtschaftlichen Aufschwung erlebte, kaufte eine Gruppe von Investoren das ehemalige Abhörstationareal von der Stadt Berlin mit der Absicht, Hotels und Wohnungen zu bauen. Es wurde davon gesprochen, die Abhörstation als Spionagemuseum zu erhalten. Der Berliner Bauboom brachte jedoch eine Flut von Gebäuden hervor, und das Teufelsberger Projekt wurde unrentabel. Das Projekt scheiterte wegen des massiven Widerstandes von Umweltschützern und an den explodierenden Baukosten. Seit 1996 befindet sich das Gelände in Privatbesitz und ist derzeit vom umliegenden Terrain abgezäunt.
Seit Anfang der 2000er Jahre ist die Rede davon, dass die Stadt den Hügel zurückkauft. Dies ist jedoch unwahrscheinlich, da das Gebiet mit einer Hypothek von fast 50 Millionen Euro belastet ist. Im Sommer 2016 öffnete der Vermieter Marvin Schütte das Gelände für Besucher, die die Türme der Hörstation besteigen und die sich ständig weiterentwickelnde "Street Art Gallery" in den verlassenen Gebäuden bewundern können. Das Gelände und die Gebäude weisen starke Spuren von Vandalismus auf. Der Zugang zur Hauptkuppel erfolgt über eine pechschwarze Treppe in der Mitte des Gebäudes. Ab April 2017 ist der Eintritt am Haupteingang kostenpflichtig und ein Schild informiert die Besucher, dass es von 10 bis "eine Stunde vor Sonnenuntergang" geöffnet ist.
Nach der Ankündigung von Plänen, die Anlage abzureißen und den Hügel wieder aufzuforsten, wurde 2009 erneut über den Erhalt der Anlage gesprochen, angeführt von der Field Station Berlin Veterans Group, die hofft, dass die Gedenkstätte zu Ehren von Major Arthur Nicholson benannt wird, dem letzten militärischen Opfer des Kalten Krieges, dem Offizier der U.S. Military Liaison Mission, der am 24. März 1985 von einem sowjetischen Wachposten in der Nähe von Ludwigslust erschossen wurde.
Im September 2013 feierten die Veteranen der U.S. Army Teufelsberg den 50. Jahrestag (1963–2013) der Field Station Berlin auf Teufelsberg mit einer Sonderausgabe von Cinderella Briefmarken und der Einweihung einer Gedenktafel. Der Designer ist T.H.E. Hill, der preisgekrönte Autor von zwei Romanen über die Field Station Berlin.
Nachdem nach 2004 kein weiterer Bau erfolgt war, wurde die Kuppe 2006 im Berliner Bebauungsplan als Wald kategorisiert, wodurch die Möglichkeit des Bauens ausgeschlossen wurde. Am 30. Oktober 2018 wurde der Teufelsberg aus städtebaulichen und historischen Gründen unter Denkmalschutz gestellt.